# Actares
Actares est une association activiste créée pour inciter les sociétés à orienter leurs activités dans le sens du développement durable. Elle intervient sur les plans économiques, écologiques et sociaux, et se concentre pour l'essentiel sur les principales sociétés du Swiss Market Index (SMI).
Elle a pour objet la promotion d'un actionnariat responsable, en particulier au plan du développement durable,, et de la discrimination à l'encontre des femmes,,, et pour moyen d'action privilégié l'intervention au cours des assemblées générales d'actionnaires,,,,,,.
Qualifiée de « mauvaise conscience du capitalisme helvétique », l'association réunit environ 1 300 membres, détenant ou non des actions,, pour la plupart des particuliers,. Elle n'émet aucune recommandation d'achat ou de vente d'actions, mais cherche à porter auprès des sociétés concernées les préoccupations de ses membres « en matière de durabilité sociale, environnementale et économique ».

## Histoire
L'association est née en 2000, à l'initiative de plusieurs personnalités dont les éthiciens André Biéler,, et Édouard Dommen,, de la fusion de deux associations suisses d'actionnaires, Canes (Convention d'actionnaires de Nestlé) et VkA (Association des actionnaires critiques de UBS),,,.
L’association a été dirigée par Roby Tschopp dès 2005,, puis par Nicole Weydknecht dès 2017,.

## Actions notables
- En 2008, Actares s'oppose à Roche à propos du trafic d'organes en Chine[28],[29],[30],[31],[32],[33].

- En 2010, Actares fait pression sur UBS pour pousser la banque à entamer des poursuites contre des cadres estimés responsables de pertes importante, en envisageant le dépôt d'une plainte[34],[35],[36],[37],[38],[39].

- En 2013, Actares s'oppose à l'indemnité de départ envisagée du président de Novartis[40],[41],[42],[43],[44] et soutient l'initiative Minder[45],[46],[47],[48],[49],[50].

- En 2015, Actares s'oppose à la fusion entre Holcim et Lafarge[51],[52],[53],[54].

- En 2015, Actares publie une enquête sur les dons d'entreprises suisses aux partis politiques[55].